# کمین‌وارنتون
شهر کمین‌وارنتون (به فرانسوی: Comines-Warneton) در شهرستان موزکرون در استان انو در منطقه فدرال والوون در کشور بلژیک واقع شده‌است.